# 伯明氏
伯明氏是夏代东夷的一个部落，位置大约在今山东省潍坊市寒亭区，妘姓。
寒浞出身于伯明氏，因造谣惑众被伯明氏君主所逐，后被有穷氏部落首领后羿收留，命為宰相。
后羿把持了夏朝朝政，取代了夏天子相安，從此飲酒畋獵，不問政事。寒浞與后羿之妻玄妻私通，乘后羿不備時發動政變，夺取了天下，最后夏朝少康中興，少康的部將伯靡將寒浞杀死。